# Ocupação de Esmirna
A ocupação de Esmirna, importante cidade no Império Otomano (atualmente na Turquia), foi realizada na sequência do fim da Primeira Guerra Mundial por tropas gregas sob o comando do alto-comissário Aristeidis Stergiadis, de acordo com o determinado pelo Armistício de Mudros, o qual determinou a partição do Império Otomano entre as tropas aliadas. O armísticio previa a criação da Zona de Esmirna (em grego: Ζώνη Σμύρνης; romaniz.: Zóni Smýrnis) para proteger a população etnicamente grega que vivia na cidade e nos seus arredores. A ocupação durou de 21 de maio de 1919 a 9 de setembro de 1922.
A ocupação foi considerada por muitos como um dos catalisadores do Movimento Nacional Turco; o processo foi muito controverso, já que a principal intenção dos Aliados era contrabalançar a expansão italiana na Anatólia, antes do desembarque italiano na costa sul. A expansão grega na província era consistente com a Megáli Idea ("Grande Ideia") e aos poucos estabeleceu-se localmente um movimento nacionalista turco, que acabaria por evoluir para a criação da Grande Assembleia Nacional, alinhada com a Itália.
A ocupação grega de Esmirna foi um evento que teve um significado muito maior que apenas a sua importância militar. As concessões territoriais ocorridas durante este período com os cristãos gregos da Turquia foi apontada como a principal motivação para a inclusão no Tratado de Lausanne da cláusula que regulamentava a troca de populações entre os dois países, visando criar estados etnicamente homogêneos.